# Carlos Santos (acteur)
Pour les articles homonymes, voir Carlos Santos et Santos (homonymie).
Carlos Santos, né le 3 août 1977 à Murcie, est un acteur espagnol.

## Biographie
Il a étudié l'art dramatique à l'ESAD de Murcie, sa ville natale, où il met en scène en 2017 Un tonto en una caja au théâtre Romea. Cette même année, il reçoit le Goya du meilleur espoir masculin, ainsi que les prix du Círculo de Escritores Cinematográficos et de l'Unión de Actores y Actrices, pour son rôle d'ex-directeur de la Guardia Civil dans L'Homme aux mille visages.

## Filmographie partielle

### Cinéma
- 2010 : Même la pluie d'Icíar Bollaín – Alberto / Bartolomé de las Casas
- 2012 : Operação Outono de Bruno de Almeida (pt)
- 2016 : L'Homme aux mille visages d'Alberto Rodríguez – Luis Roldán

### Télévision
- 2005-2010 : Los hombres de Paco – Povedilla
- 2013 : L’Espionne de Tanger – Félix